# Lochovice
Lochovice (německy Lochwitz) jsou obec v okrese Beroun ve Středočeském kraji. Leží v údolí říčky Litavky, asi šest kilometrů východně od Hořovic. Žije zde přibližně 1 400 obyvatel. 

## Historie
První písemná zmínka o obci pochází z roku 1318.
V městysi Lochovice (přísl. Kočvary, Netolice, Obora, 1760 obyvatel, poštovní úřad, telegrafní úřad, telefonní úřad, četnická stanice, katol. kostel) byly v roce 1932 evidovány tyto živnosti a obchody (výběr): 2 lékaři, autodoprava, biograf Sokol, 2 cihelny, cukrář, 2 obchody s cukrovinkami, drogerie, továrna na dřevitou vlnu, elektroinstalatér, 9 hostinců, jirchárna, 2 kamnáři, knihař, 2 konsumy, košíkář, výroba kování na koše, výroba kovového zboží, 2 kožišníci, lihovar, půjčovna mlátičky, 4 mlýny, obchod s obuví Baťa, továrna na papír, pila, pivovar, pohřební ústav, punčochář, sadař, Spořitelní a záložní spolek pro obec Lochovice, Živnostenská záložna v Lochovicích, stavební družstvo, zahradník, zednický mistr, zubní ateliér.

## Obyvatelstvo
| Rok            | 1869  | 1880  | 1890  | 1900  | 1910  | 1921  | 1930  | 1950  | 1961  | 1970  | 1980  | 1991  | 2001  | 2011  | 2021  |
| -------------- | ----- | ----- | ----- | ----- | ----- | ----- | ----- | ----- | ----- | ----- | ----- | ----- | ----- | ----- | ----- |
| Počet obyvatel | 1 637 | 1 739 | 1 869 | 1 828 | 1 759 | 1 760 | 1 754 | 1 408 | 1 633 | 1 460 | 1 328 | 1 137 | 1 047 | 1 136 | 1 380 |
| Počet domů     | 259   | 269   | 274   | 262   | 268   | 274   | 335   | 359   | 353   | 361   | 342   | 388   | 398   | 443   | 478   |

## Obecní správa

### Části obce
- Kočvary (k. ú. Lochovice)
- Lochovice (k. ú. Lochovice)
- Netolice (k. ú. Lochovice)
- Obora (k. ú. Lochovice)

K obci patří také Bludský Mlýn, Lopatárna, Luční Mlýn a Na Bělidle.
Sousedními obcemi sídla jsou Hostomice, Rpety, Praskolesy, Jince, Neumětely, Lhotka, Kotopeky, Otmíče a Libomyšl.
Lochovice jsou bývalý městys.

### Územněsprávní začlenění
Dějiny územněsprávního začleňování zahrnují období od roku 1850 do současnosti. V chronologickém přehledu je uvedena územně administrativní příslušnost obce v roce, kdy ke změně došlo:
- 1850 země česká, kraj Praha, politický i soudní okres Hořovice[7]
- 1855 země česká, kraj Praha, soudní okres Hořovice
- 1868 země česká, politický i soudní okres Hořovice
- 1939 země česká, Oberlandrat Plzeň, politický i soudní okres Hořovice[8]
- 1942 země česká, Oberlandrat Praha, politický okres Beroun, soudní okres Hořovice[9]
- 1945 země česká, správní i soudní okres Hořovice[10]
- 1949 Pražský kraj, okres Hořovice[11]
- 1960 Středočeský kraj, okres Beroun
- 2003 Středočeský kraj, okres Beroun, obec s rozšířenou působností Hořovice

## Doprava

### Dopravní síť
Obcí vedou silnice II/114 Cerhovice – Hořovice – Hostomice – Dobříš – Nový Knín – Neveklov – Jírovice a II/118 Nové Dvory – Budyně nad Ohří – Slaný – Kladno – Beroun – Zdice – Příbram – Kamýk nad Vltavou – Krásná Hora nad Vltavou – Petrovice. Do obce dále vedou silnice III. třídy.

### Autobusová doprava 2024
Autobusovou dopravu v obci Lochovice zajišťuje společnost Arriva Střední Čechy. Obec je součástí Pražské integrované dopravy (PID). V obci se nacházejí zastávky Lochovice, Na Drahách, Lochovice, náměstí, Lochovice, traktorka, Lochovice, u závor, Lochovice, ústav a Lochovice, železniční stanice U Obory se nachází zastávka Lochovice, Obora a v Netolicích zastávka Lochovice, Netolice. Na silnici II/114 směrem do Hořovic se nachází zastávka Lochovice, Netolice, rozc. a na silnici II/118 směrem do Jinců se nachází zastávka Lochovice, papírna I. V Kočvarech se autobusová zastávka nenachází. Obec obsluhují tři autobusové linky: 639, 640 a 642. Linka 639 propojuje Dobříš, Malý Chlumec, Velký Chlumec, Osov, Skřipel, Hostomice, Bezdědice, Radouš, Neumětely, Libomyšl, Lochovice a Hořovice. Linka 640 propojuje Čenkov, Jince, Běštín, Hostomice, Lhotku, Lochovice, Libomyšl, Chodouň a Zdice. Autobusy linky 642 projíždějí Jinci, Lochovicemi, Praskolesy, Kotopekami a končí v Hořovicích.

### Železniční doprava 2024
Obcí prochází jednokolejná regionální železniční trať 200 Zdice–Protivín, která byla uvedena do provozu v roce 1875. Z Lochovic také vede jednokolejná regionální železniční trať 172 Zadní Třebaň–Lochovice, která byla uvedena do provozu v roce 1901. V obci se nachází železniční stanice Lochovice, kde zastavují osobní vlaky linek S60 a S76 a rychlíky linky R26. Osobní vlaky linky S60 spojují Lochovice se Zdicemi a Berounem a opačným směrem s Příbramí, Březnicí, Blatnou a Strakonicemi. Osobní vlaky linky S67 spojují Lochovice se Zadní Třebaní. Obě linky jsou provozované společností České dráhy. Rychlíky linky R26, provozované společností ARRIVA vlaky, denně spojují Lochovice s Prahou, Berounem, Příbramí, Pískem, Protivínem a Českými Budějovicemi. O víkendech a svátcích během sezóny zastavuje na lochovickém nádraží také spěšný vlak Českých drah linky T6 s názvem Cyklo Brdy, směřující z Prahy do Blatné. Během letních prázdnin vyjíždí turistický vlak Cyklohráček z Prahy hlavního nádraží a pokračuje přes Dobřichovice, Řevnice, Beroun, Zdice, Příbram, Březnici až do Rožmitálu, odkud se vrací zpět do Prahy.

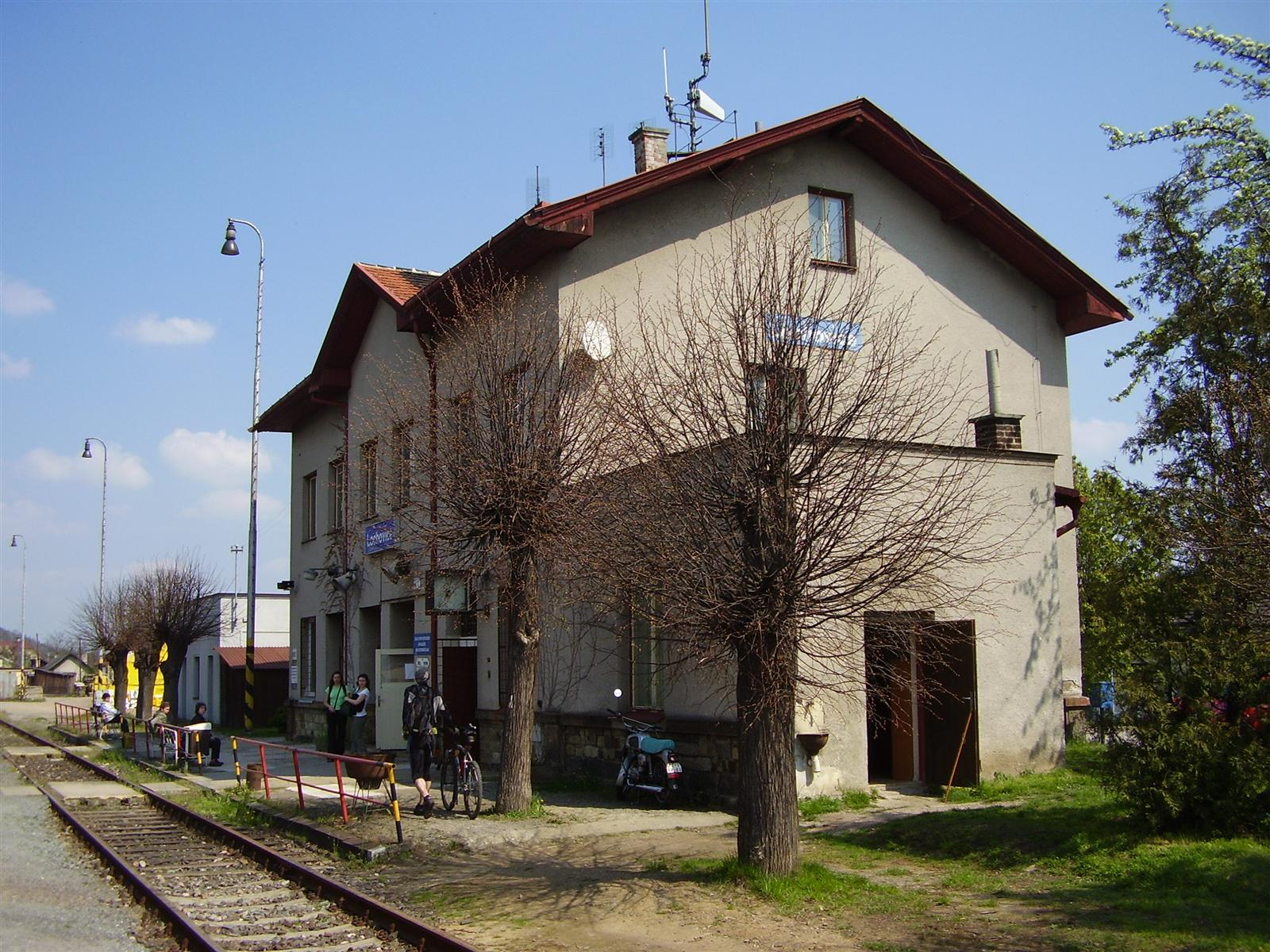
Nádraží (před rekonstrukcí)

## Pamětihodnosti
- Lochovický zámek vznikl barokní a rokokovou úpravou starší renesanční tvrze.[12] V zámeckém parku jsou zachovány vzácné dřeviny. V roce 1913 ho koupil Čeněk Pospíšil, po válce znárodněn, na zámku hospodařil Státní statek, po sametové revoluci restituován, v současnosti je ve vlastnictví Renaty Schumové.
- Na jižním okraji vesnice se na ostrožně nad Litavkou dochovaly pozůstatky raně středověkého lochovického hradiště, které zde stálo během jedenáctého až dvanáctého století.[13]
- Na místním hřbitově je pohřben básník Václav Hrabě.
- Kostel svatého Ondřeje
- Sloup se sochou Panny Marie u kostela
- Socha svatého Jana Nepomuckého na náměstí Republiky
- Socha svatého Františka Xaverského na náměstí Republiky
- Náhrobek rytíře Jakuba Černýho
- Náhrobek hraběnky W. Netolické z Eiseberka

## Pověsti
Kaple svatého Jiří u Libomyšle byla na konci 17. století velmi poškozena, a proto se místní lidé rozhodli prodat její zvon do Lochovic. Avšak paní z Lochovic prohrála zvon v kartách s krumlovskými, a tak skončil v Českém Krumlově.

## Osobnosti
- Gustav Roob (1879–1947), český hudební skladatel
- Václav Hrabě (1940–1965), český básník
- Josef Fiala (1748–1816), český gambista, hobojista a hudební skladatel
- František Picka (1873–1918), český varhaník, dirigent a hudební skladatel
- Ctirad Václav Pospíšil (1958–2025), český římskokatolický kněz, systematický teolog, pedagog, prožil zde dětství

## Turistika
- Pěší turistika – Obcí vedou turistické trasy:  Točník – Žebrák – Chlustina – Praskolesy – Stašov – Lochovice – Lhotka – Nad Klínkem a  Zaječov – Chaloupky – Mrtník – Hořovice – Tihava – Lochovice.
- Cyklistika – Obcí vede cyklotrasa č. 3 Černošice – Lochovice – Hořovice – Rokycany – Plzeň – Dobřany – Stod – Horšovský Týn – Domažlice – Česká Kubice a cyklotrasa č. 0007 Lochovice – Libomyšl – Zdice.

## Galerie

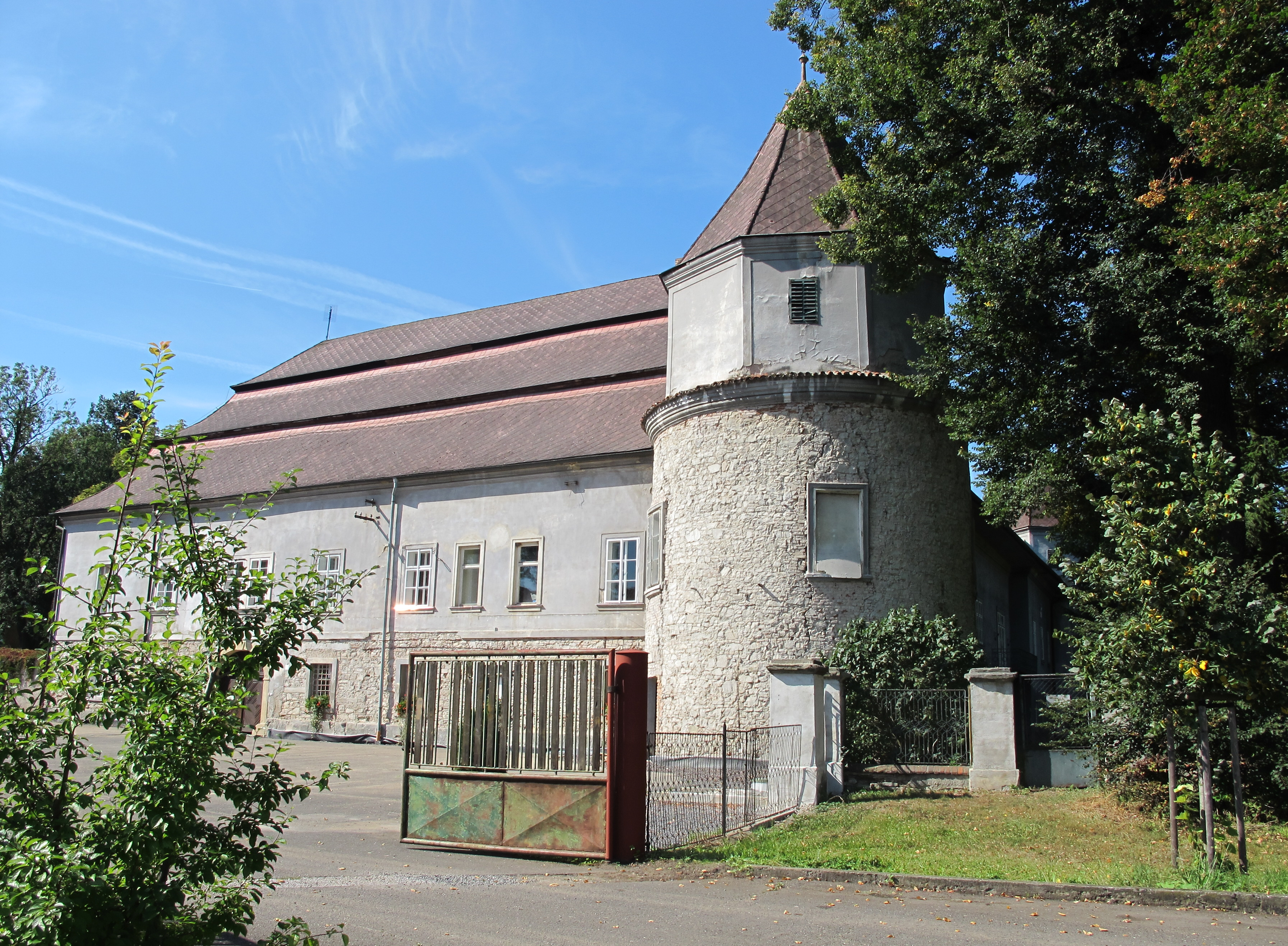
Zámek Lochovice
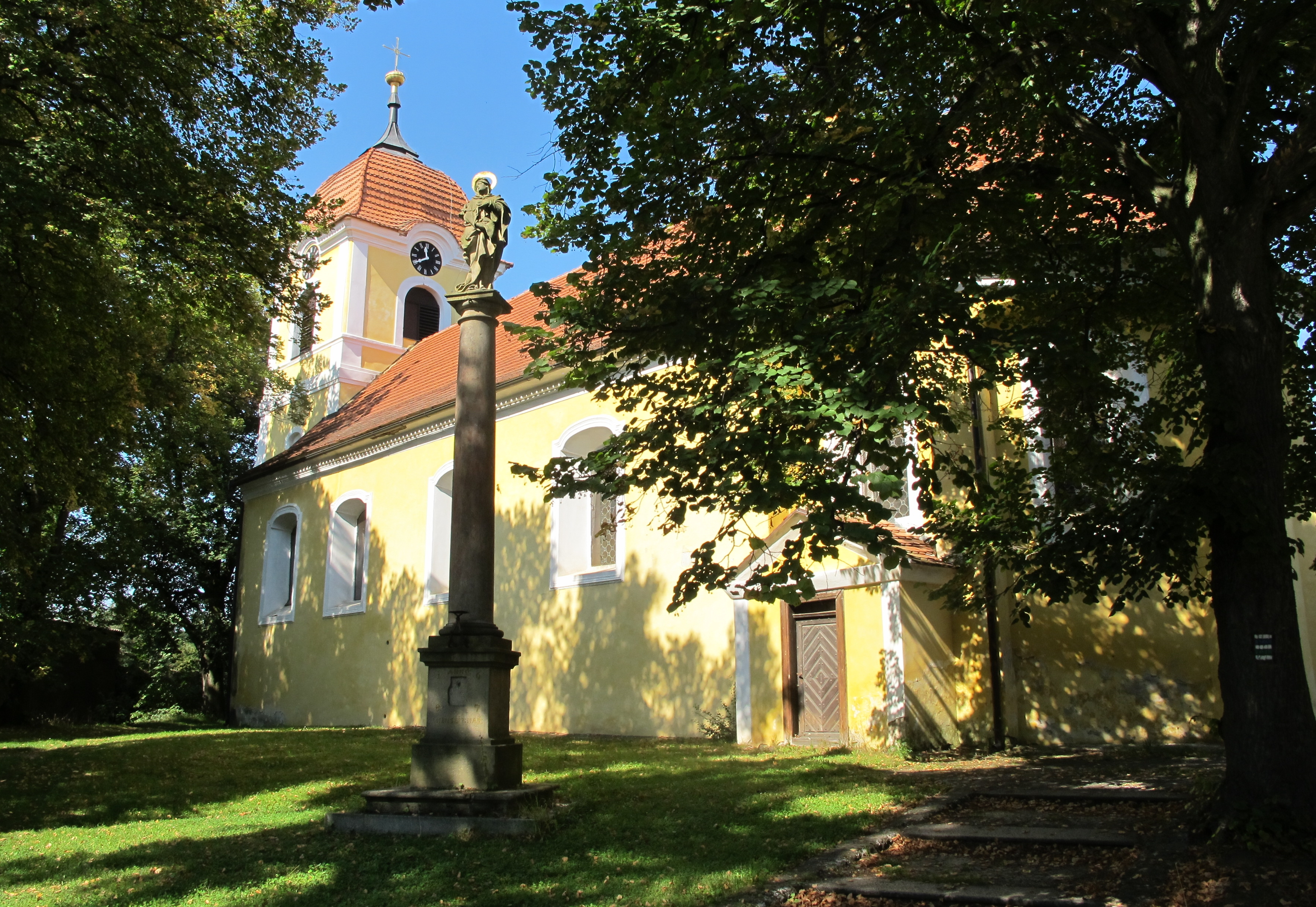
Kostel svatého Ondřeje
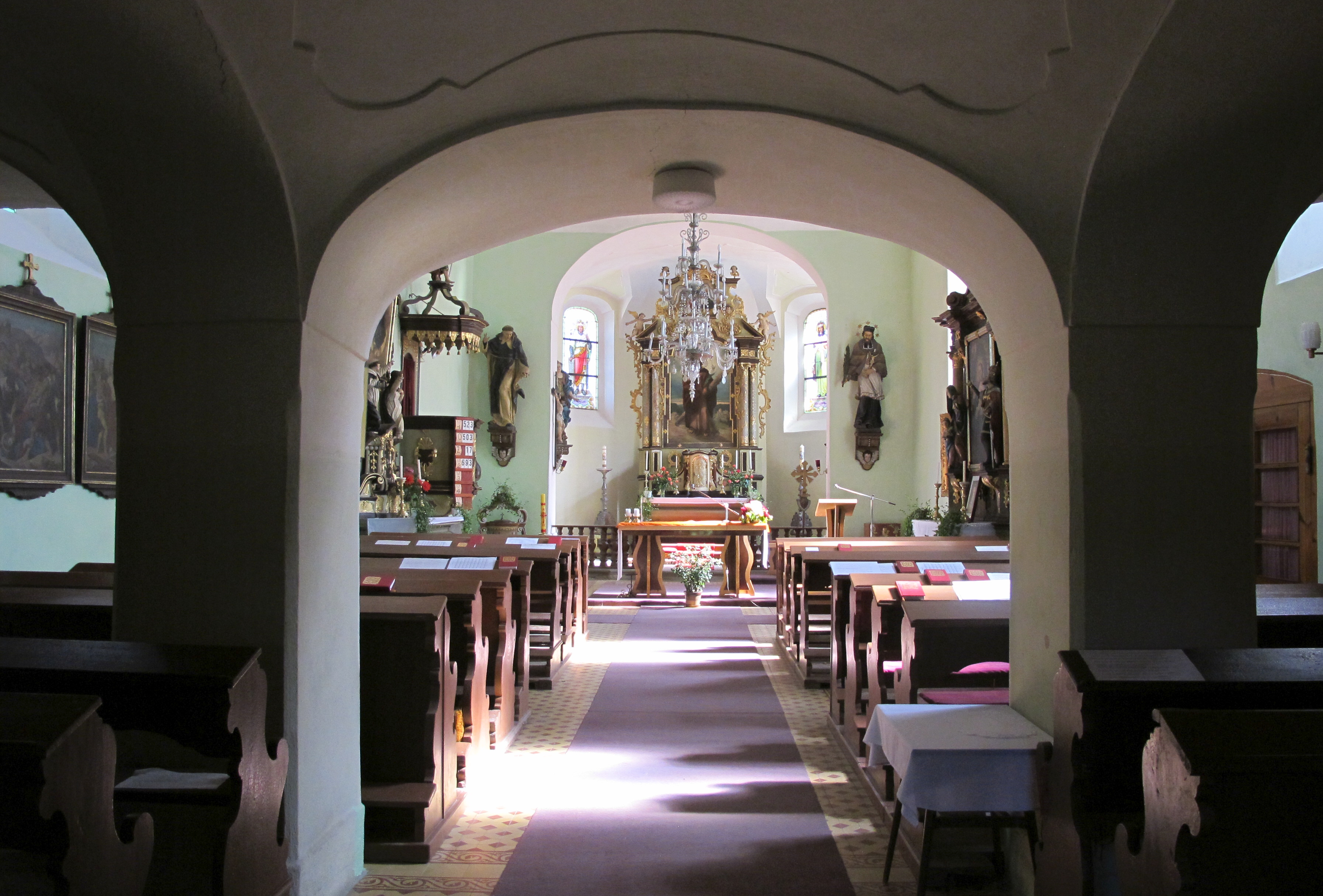
Interiér kostela
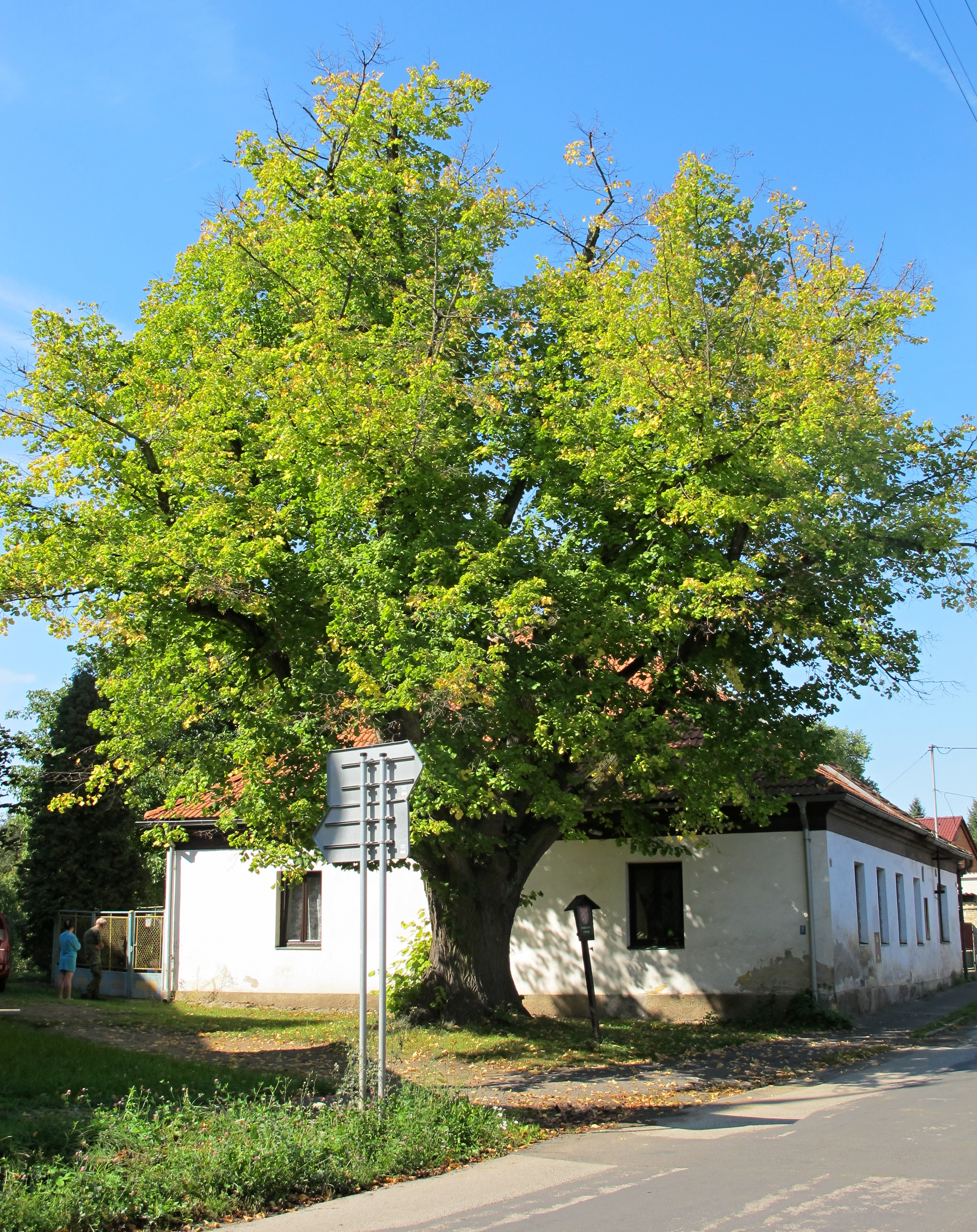
Památná lípa malolistá vedle kostela
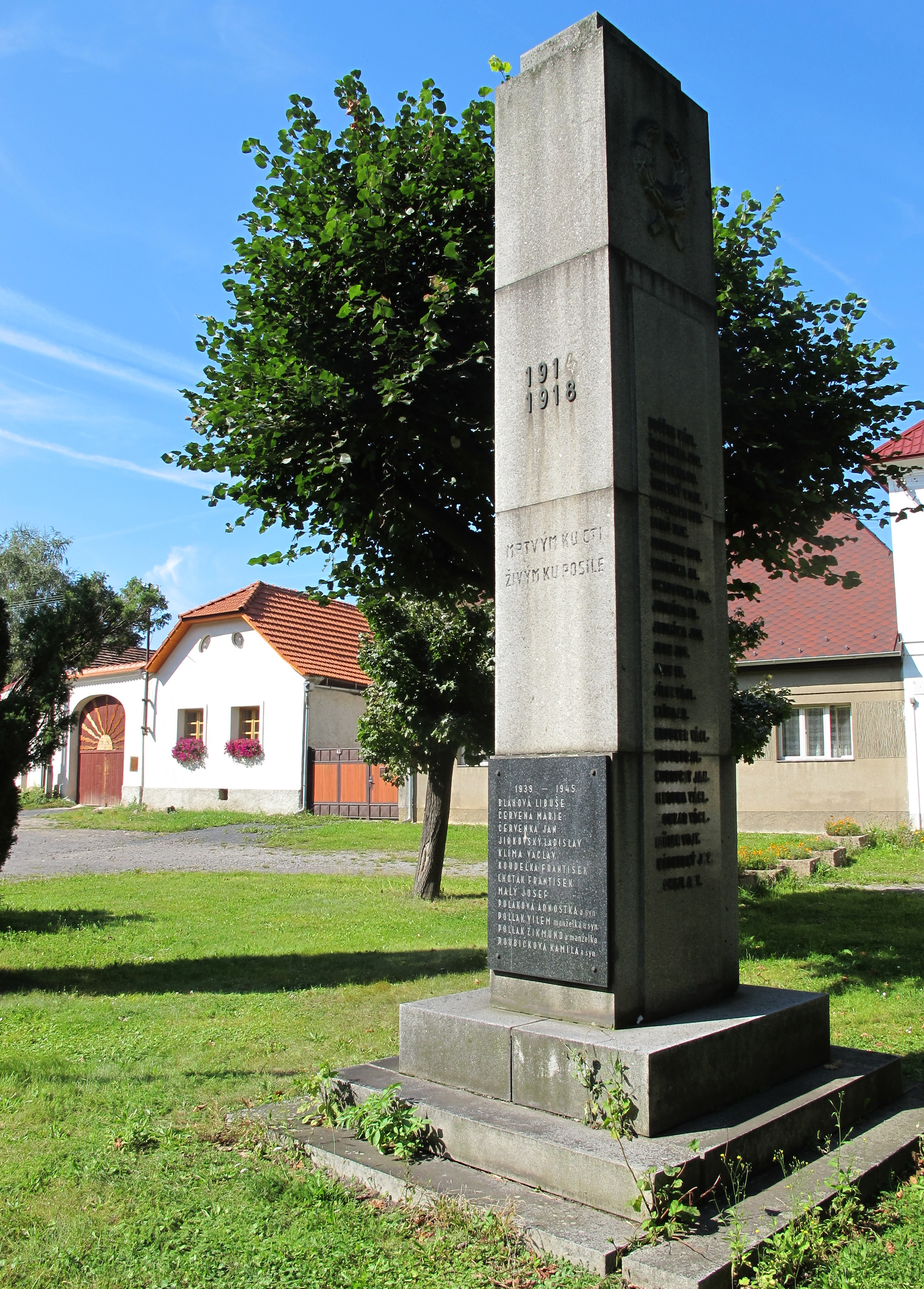
Památník